# Näsbyn en Bredåker
Näsbyn en Bredåker (Zweeds: Näsbyn och Bredåker) is een småort in de gemeente Hudiksvall in het landschap Hälsingland en de provincie Gävleborgs län in Zweden. Het småort heeft 83 inwoners (2005) en een oppervlakte van 44 hectare. Eigenlijk bestaat het småort uit twee plaatsen: Näsbyn en Bredåker.